# Pilar Bagüés Blasco
Pilar Bagüés Blasco   (Vilanova i la Geltrú, 22 d'octubre de 1882 - Barcelona, 22 d'agost de 1975) fou una soprano vilanovina de començaments del segle xx.
El 1902, després de casar-se amb el músic Victorià Cartró i Olivella, es traslladà a viure a Barcelona, on passà a formar part de la Companyia Cómico-Lírica d'Opereta i Sarsuela Pepe Viñas. Amb els anys formà part de la Companyia Juárez, la de Bonifacio Pinedo o la de Ricardo Güell i va fer diverses gires per Espanya, Amèrica i les Filipines.
En fer-se gran i fallar-li la veu abandonà el cant, però no el món del teatre.